# Louise van Saksen-Gotha-Altenburg (1756-1808)

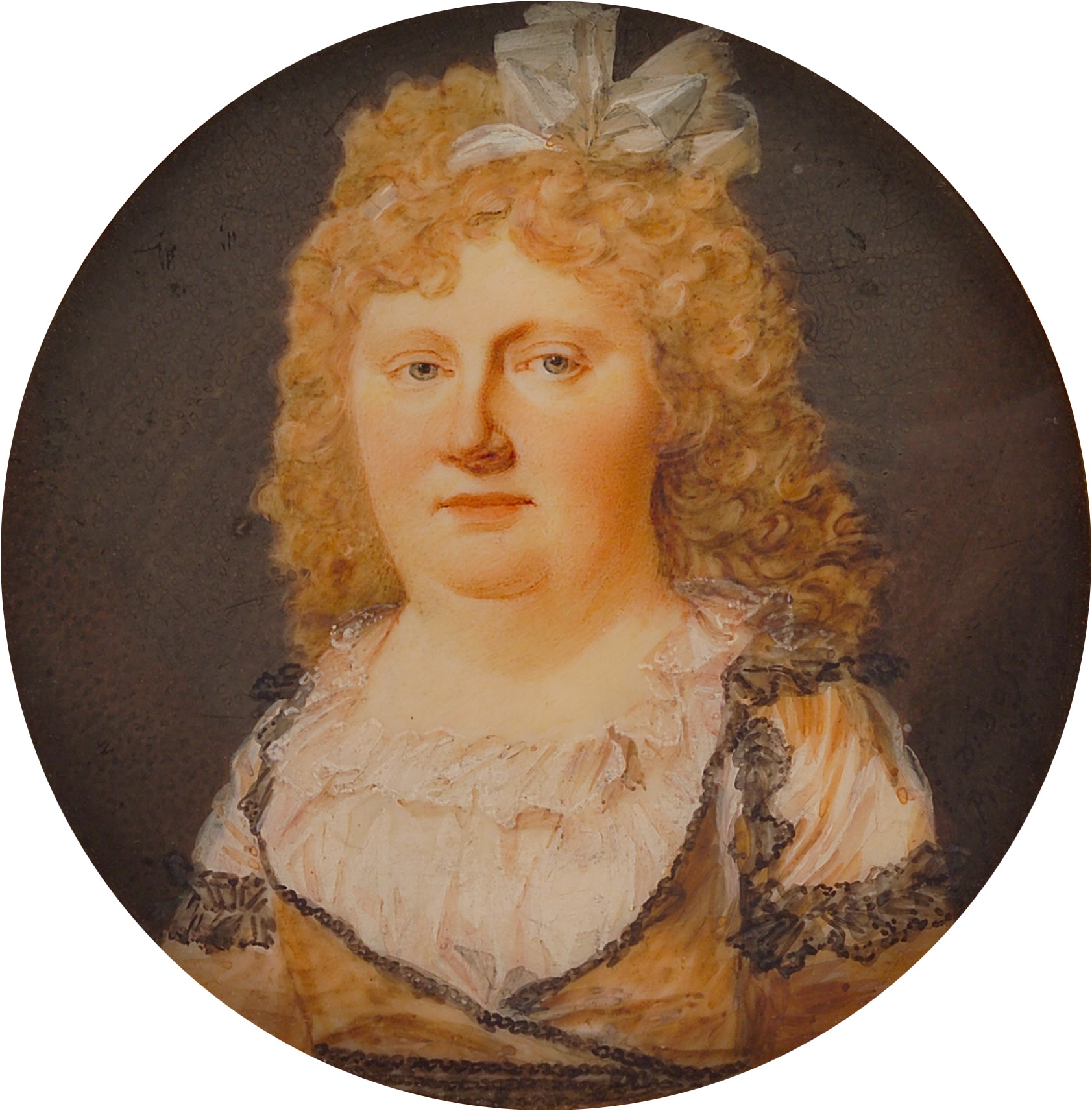
Louise van Saksen-Gotha-Altenburg

Louise van Saksen-Gotha-Altenburg (Roda, 9 maart 1756 – Ludwigslust, 1 januari 1808) was van 1785 tot aan haar dood hertogin-gemalin van Mecklenburg-Schwerin. Ze behoorde tot de Ernestijnse tak van het huis Wettin.

## Levensloop
Louise was het vierde en jongste kind van prins Johan August van Saksen-Gotha-Altenburg uit diens huwelijk met Louise, dochter van graaf Hendrik I van Reuss-Schleiz. Na de dood van haar moeder in 1773 erfde ze samen met haar zus Augusta de titel van co-gravin van Limpurg-Gaildorf, als een van de vele erfgenamen van de in 1690 overleden Willem Hendrik Schenk van Limpurg-Gaildorf. In 1780 verkochten beide zussen hun erfdeel van dit graafschap aan hertog Karel Eugenius van Württemberg.
Op 31 mei 1775 huwde ze op Slot Friedenstein in Gotha met Frederik Frans I (1755-1837), vanaf 1785 hertog van Mecklenburg-Schwerin. Het huwelijk werd als gelukkig omschreven.
Louise van Saksen-Gotha-Altenburg overleed op nieuwjaarsdag 1808, 51 jaar oud. Ze werd bijgezet in het voor haar gebouwde Louise-mausoleum achter het Slot van Ludwigslust.

## Nakomelingen
Louise en haar echtgenoot Frederik Frans I kregen zes kinderen:
- Frederik Lodewijk (1778-1819), erfprins van Mecklenburg-Schwerin.
- Louise Charlotte (1779-1801), huwde in 1797 met hertog August van Saksen-Gotha-Altenburg.
- Gustaaf Willem (1781-1851), majoor in het Pruisische leger.
- Karel (1782-1833), luitenant-generaal in het Russische leger.
- Charlotte Frederika (1784-1840), huwde in 1806 met de latere koning Christiaan VIII van Denemarken, van wie ze in 1810 scheidde.
- Adolf (1785-1821), generaal in het leger van Mecklenburg-Schwerin.